# خیابان لومباد، لندن
خیابان لومباد (انگلیسی: Lombard Street، تلفظ: (‎/ˈlɒmbəd/‎ یا ‎/ˈlɒmbɑːd/‎) یک خیابان در لندن، انگلستان است.
این خیابان که در سیتی لندن قرار دارد از سمت غرب خیابان کینگ ویلیام و از سمت شرق به خیابان گریسچورچ محدود می‌شود. خیابان لومباد به علت قرارگیری دفاتر بانک‌ها و صنعت بیمه در آن شناخته میشود.

## نگارخانه

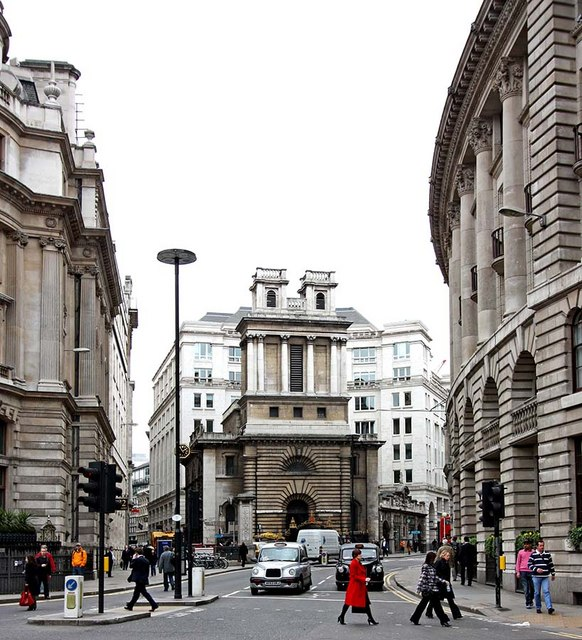
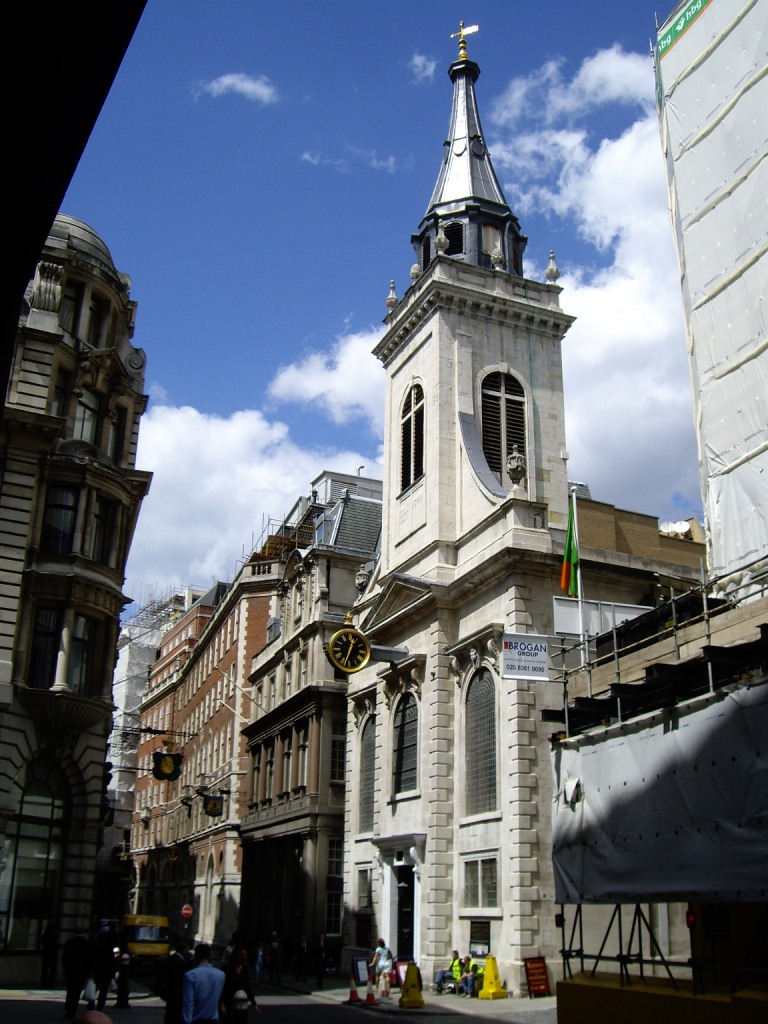
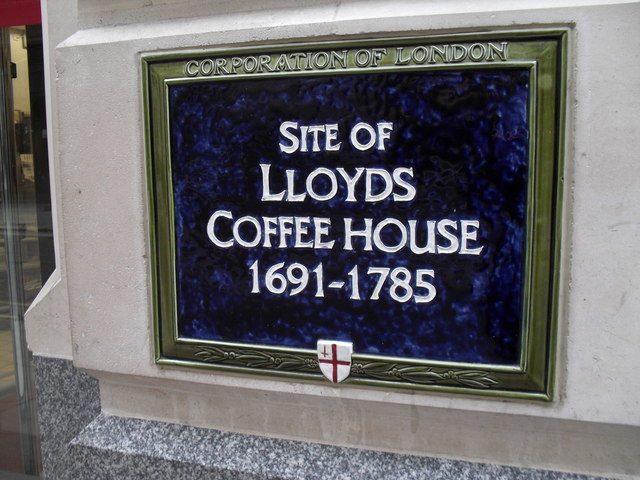
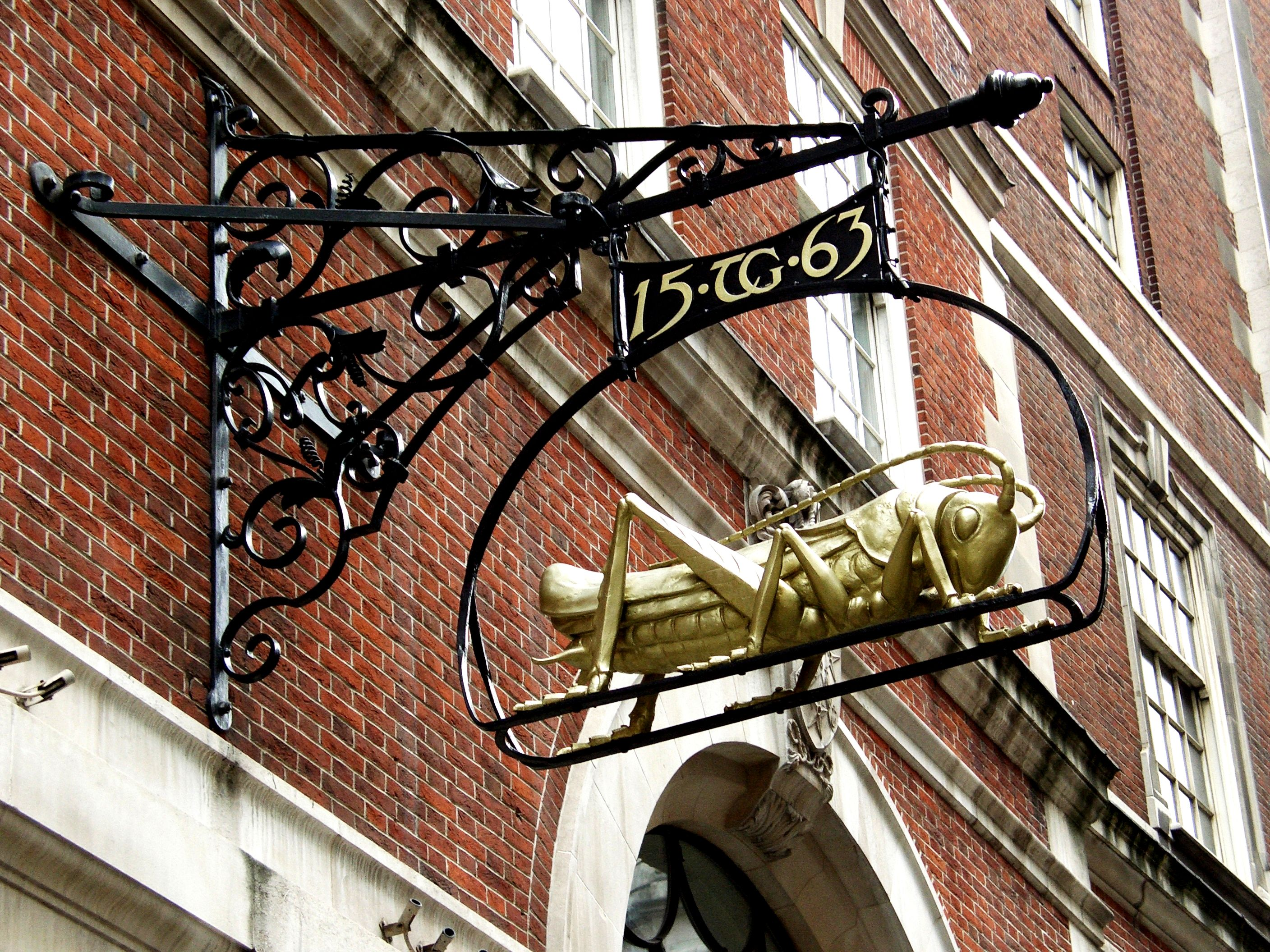